# Tiempo de propagación
El tiempo de propagación, en redes de ordenadores, es el tiempo transcurrido desde que la información es transmitida hasta que llega al receptor. El tiempo de propagación depende de la densidad del material del que está hecho el medio de transmisión. Esta densidad puede cambiar dependiendo de otros factores, incluyendo la temperatura del material.